# 馬凱特縣 (威斯康辛州)
馬凱特縣（英語：Marquette County）是位於美國威斯康辛州中部的一個縣。面積1,203平方公里。根據美國2000年人口普查，共有人口15,832人。縣治蒙特洛 (Montello)。
成立於1836年12月7日。縣名紀念法國耶穌會士、第一個看見密西西比河並繪圖的歐洲人雅克·馬凱特神父 (Jacques Marquette)。